# Ogród Śmierci
Ogród Śmierci (fiń. Kuoleman puutarha) – obraz fińskiego symbolisty Hugo Simberga z 1896.

## Opis i interpretacja obrazu
Simberg ukazuje trzy postaci personifikujące śmierć. Utrzymane w stylistyce „Ponurego Żniwiarza” ubrane w czarne płaszcze białe szkielety troszczą się o rośliny w ogrodzie. Rośliny, według Simberga symbolizujące ludzkie dusze w czyśćcu, porozsadzane są w doniczkach i skrzyneczkach według gatunków i cech indywidualnych. Są to gatunki egzotyczne, rosnące powoli i wymagające stałej opieki, szczególnie w surowych warunkach trawionego przez suszę ogrodu. Śmierć z czułością zajmuje się roślinami tak, by się one dobrze ukorzeniały i wyrastały na jednostki o silnych łodygach i liściach – tak jak drzewa ukazane na drugim planie obrazu. Śmierć ukazana w środkowej części obrazu zdaje się uśmiechać. Obraz śmierci łagodnej, czule opiekującej się roślinami, symbolizuje odwieczną koegzystencję życia i śmierci, przypominając, że śmierć jest naturalnym losem każdego żywego organizmu. Przedstawienie śmierci jako przyjaciela miało neutralizować ludzki strach przed umieraniem.   
Całość utrzymana jest w duchu sztuki naiwnej, o czym świadczą dwuwymiarowość i prymitywna stylizacja poszczególnych elementów, obwiedzionych grubą, czarną kreską.
Motyw „Ogrodu Śmierci” był jednym z ulubionych tematów malarza, który namalował wiele wersji obrazu, między innymi w formie fresku w katedrze w Tampere (1905–1906). Umieszczenie takiego obrazu śmierci we wnętrzach katedry luterańskiej było krytykowane z uwagi na nawiązania do średniowiecznych katolickich obrazów tańca śmierci (fr. danse macabre).